# Bisten-en-Lorraine
Bisten-en-Lorraine é uma comuna francesa na região administrativa de Grande Leste, no departamento de Mosela. Estende-se por uma área de 4,48 km². Em 2010 a comuna tinha 252 habitantes (densidade: 56,3 hab./km²).